# 莫贺咄
莫贺咄，又作莫何、莫弗、莫贺弗、莫何弗、莫何去汾、莫弗纥，是古代北亚民族的官名。
莫何见于匈奴贺兰部、乌桓、柔然、高车、室韦、契丹、乌罗侯、突厥等民族。勇健之人称始波罗，又作莫何，莫贺咄后来作为部落首领的称号。柔然、高车的部帅名前冠以莫何，领部众参与军政大事。室韦部落首领也称莫贺咄。室韦各部少为千户，多为几千户，不相联合，首领都用莫贺咄这个称号。